# Filipíny na Letních olympijských hrách 1928
Filipíny se účastnily Letní olympiády 1928 v nizozemském Amsterdamu ve 2 sportech. Zastupovalo je 4 sportovci.

## Medailisté
| Medaile | Jméno             | Sport   | Soutěž          |
| ------- | ----------------- | ------- | --------------- |
| Bronz   | Teofilo Yldefonso | Plavání | muži 200 m prsa |